# کوردوا (مینه‌سوتا)
کوردوا (به انگلیسی: Cordova) یک منطقهٔ مسکونی در ایالات متحده آمریکا است که در Cordova Township واقع شده‌است. کوردوا ۳۲۰٫۰۴ متر بالاتر از سطح دریا واقع شده‌است.